# Dare Devil Dive
Dare Devil Dive in Six Flags Over Georgia (Austell, Georgia, USA) ist eine Stahlachterbahn vom Modell Euro-Fighter des Herstellers Gerstlauer Amusement Rides, die am 28. Mai 2011 eröffnet wurde. Erstmals bei einem Euro-Fighter wurden Schoßbügel anstelle von Schulterbügeln verbaut.
Die 640 m lange Strecke erreicht eine Höhe von 29 m und besitzt drei Inversionen: einen Dive-Loop, einen Immelmann und eine Heartline-Roll. Die Wagen, welche aus drei Reihen für je zwei Personen bestehen, erreichen eine Höchstgeschwindigkeit von 84 km/h.